# Вьюнное (Роменский район)
Вьюнное (укр. В'юнне) — село,
Репчанский сельский совет,
Роменский район,
Сумская область,
Украина.
Код КОАТУУ — 5924188202. Население по переписи 2001 года составляло 127 человек .

## Географическое положение
Село Вьюнное находится на правом берегу реки Ромен,
выше по течению на расстоянии в 2,5 км расположено село Мокиевка,
ниже по течению на расстоянии в 2 км расположено село Погребы,
на противоположном берегу — сёла Рогинцы и Калиновка. 
Вокруг села проходят ирригационные каналы.
Рядом проходит железная дорога, ближайшая станция Рогинцы в 3,5 км.

## Экономика
- Молочно-товарная ферма.
- Вокруг села много нефтяных скважин.